# Festzeitungen der Sozialdemokratie

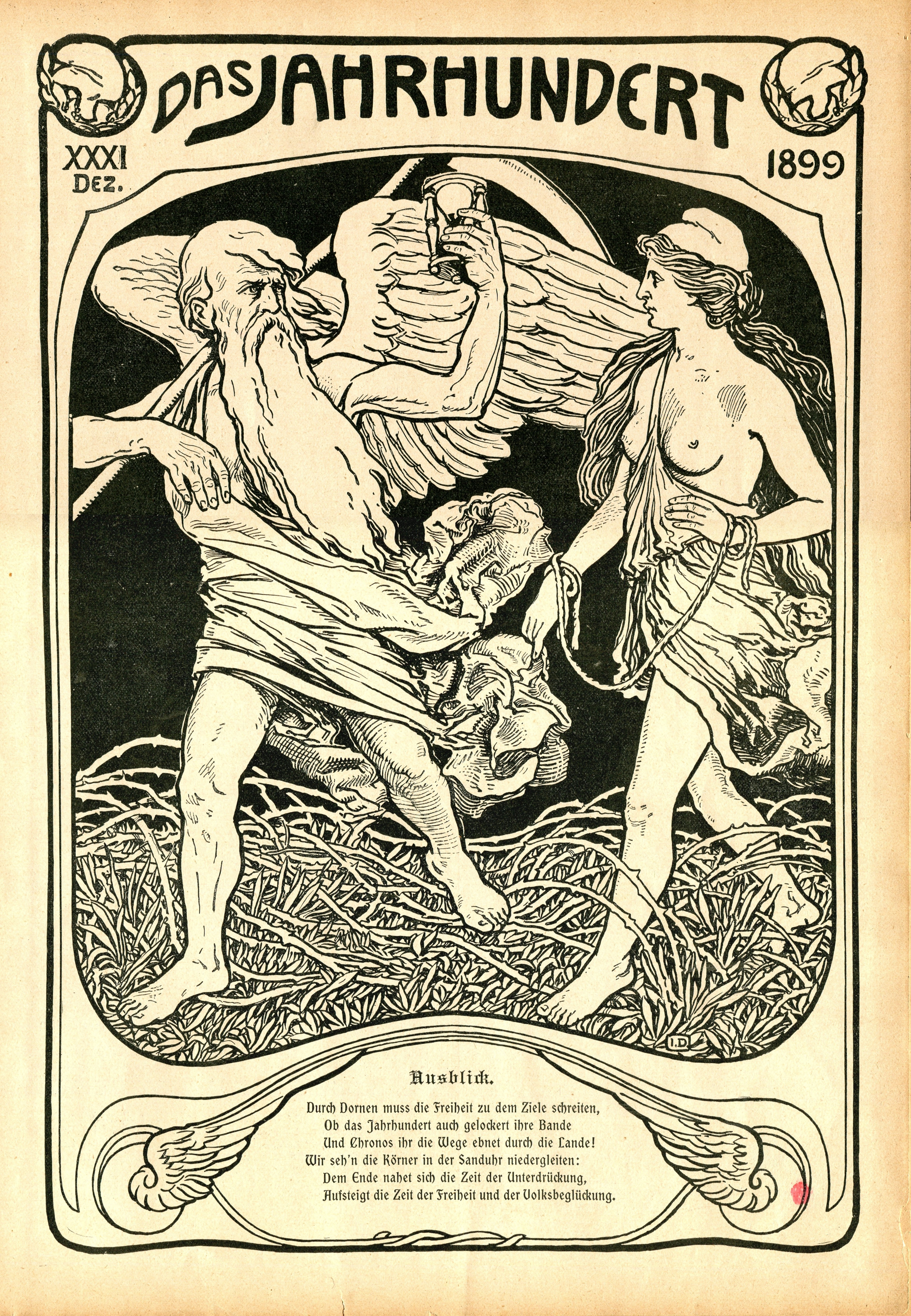
Silvester-Festzeitung von 1899:
Dieses Flugblatt zog Bilanz über 100 Jahre Klassenkampf.

Aus verschiedenen Anlässen wurden Festzeitungen ab 1890 für die deutsche Sozialdemokratie herausgegeben. Abgesehen von den vielen März- und Mai-Festzeitungen wurden auch Festzeitungen aus unterschiedlichsten Anlässen gedruckt, wie z. B. Gedenk-, Silvester-, Wahl- und Weihnachts-Festzeitungen. Fast alle Festzeitungen zeigten Gemeinsamkeiten auf und waren einheitlich aufgebaut, ausgenommen diejenigen die zu besonderen Anlässen erschienen sind. Sie beinhalteten einen Leitartikel, Geschichten oder Betrachtungen zum Thema, Berichten, Erlebnisschilderungen, Gedichten und reichlich künstlerisch gestaltete Titelblätter und Illustrationen im Innern.

## Geschichte

### Mai-Festzeitungen

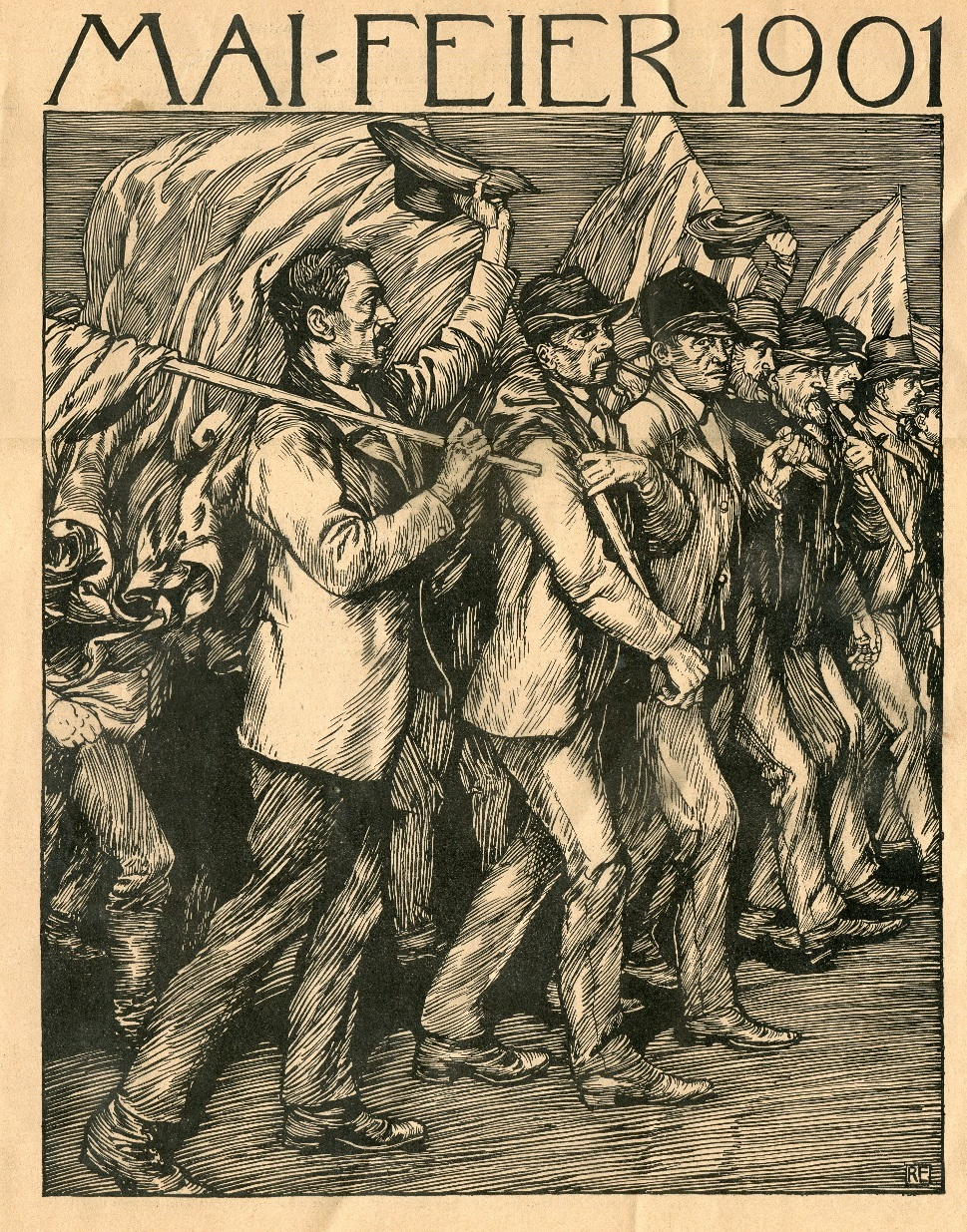
Die Maifestzeitung von 1901:
Titelbild zeigt eine Maidemonstration.

Der Achtstundentag war eine der ältesten Forderungen der Arbeiterbewegung. Dabei muss jedoch vor dem Trugschluss gewarnt werden, dass die Forderung nach Verkürzung der Arbeitszeit der einzige Anlass gewesen sei zur Proklamation des 1. Mai. Der Erste Mai steht in unlösbarem Zusammenhang mit der Französischen Revolution von 1789, der Ablösung der Monarchie und der Erklärung der Menschenrechte. Die grandiose Losung dieser Revolution „Freiheit, Gleichheit, Brüderlichkeit!“ tauchte immer wieder bei den deutschen Maiveranstaltungen auf.
Am 28. Februar 1889 beschloss eine Konferenz von Vertretern sozialistischer Parteien in Den Haag, zum 14. Juli desselben Jahres einen internationalen Arbeiterkongress nach Paris einzuberufen. Der Kongress beschloss, „für einen bestimmten Zeitpunkt eine große internationale Manifestation zu organisieren“, man einigte sich auf den 1. Mai.
Die Maidemonstrationen galten nicht allein der Durchsetzung sozialer oder gewerkschaftlicher Forderungen – der 1. Mai hat von Anfang an politischen Charakter gehabt. Die Arbeiterbewegung strebte nach Umgestaltung der gesellschaftlichen Ordnung und sie brachte dies bei Maidemonstrationen deutlich zum Ausdruck. Von Anbeginn war es keine national begrenzte Aktion; der 1. Mai war und ist ein internationales Ereignis. Arbeiter reichten sich über die Ländergrenzen hinweg die Hände, sie bekundeten weltweite Solidarität. Sie setzten sich mit dieser Willensbekundung in krassen Gegensatz zu den herrschenden politischen Kräften, die patriotisch und oft chauvinistisch eingestellt waren und für die Sozialisten und Gewerkschafter „vaterlandslose Gesellen“ waren.
Die Maifestzeitungen stellten ein Agitationsmittel dar, die Abseitsstehenden zu gewinnen, in diesem Zusammenhang sagte August Bebel einmal: „Die Arbeiter haben die Macht, sie wissen es nur nicht“.
Maizeitungen erschienen ab 1891, 1890 wurde nur ein Gedenkblatt herausgegeben. In einzelnen Mai-Festnummern findet man in hohem Maße den Hinweis in Text und Bild auf Frühling und 1. Mai, als Symbol einer aufbrechenden neuen Zeit, einer Zeit, in der die Arbeiterbewegung die Macht ergreift. Die Auflagen der Maifestzeitungen betrugen 300.000 bis 500.000 Exemplare.
Während des Ersten Weltkrieges verzichtete man auf die Herausgabe von Mai-Zeitungen, nach Ende des Krieges wurden wieder Zeitungen gedruckt, 1933 wurden sie verboten.
Die Mai-Zeitungen trugen meist den Titel, Mai-Feier oder Mai-Fest.
Der „Erste Mai“ wird heute als „Tag der Arbeit“, „Tag der Arbeiterbewegung“, „Internationaler Kampftag der Arbeiterklasse“ oder auch als „Maifeiertag“ bezeichnet.

### März-Festzeitungen

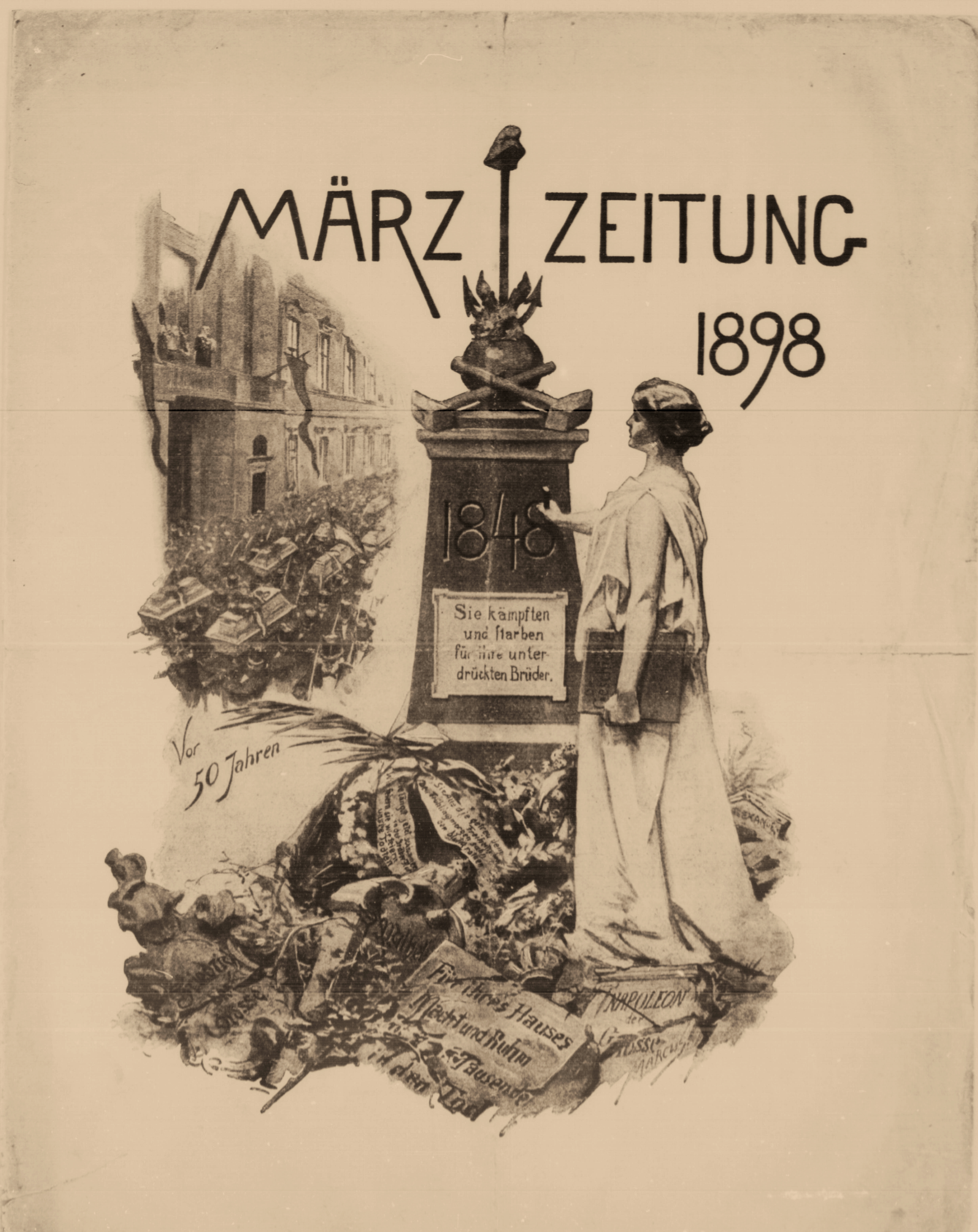
Die März-Zeitung von 1898:
Zum Gedenken an die Revolution von 1848 vor 50 Jahren.

Zum Gedenken an den 18. März 1848, der Märzrevolution in Berlin, an der es zu dem so genannten Barrikadenaufstand kam, wurden laut Protokoll der Parteitage der SPD in den Parteiverlagen von 1893 bis 1900 acht Märzzeitungen herausgegeben. Die Märzzeitungen wurden in einer Auflage von 60.000 bis 150.000 Exemplaren verbreitet. Selbst die Märzzeitung von 1896, die von der Breslauer Staatsanwaltschaft konfisziert worden war, wurde mit 98.000 Stück abgesetzt. Solche Beschlagnahmen bedeuteten für die Buchhandlung Vorwärts im Augenblick eine finanzielle Schädigung, die allerdings seitens der Genossen durch vermehrte Nachfrage in ihr Gegenteil verwandelt wurde, eine sicher unbeabsichtigte Wirkung der Verbote, die verschiedene Festzeitungen trafen.
Auch der 50. Jahrestag wurde 1898 intensiv von der Sozialdemokratie mit zahlreichen Leit- und Gedenkartikeln sowie „Märzzeitungen“ vorbereitet. Einem Polizeibericht zufolge besuchten 12.000 Menschen den Friedhof der „Märzgefallenen“ in Berlin-Friedrichshain, ein Wallfahrtsort für Freiheitskämpfer und legten 465 Kränze nieder. Mit „März-Zeitungen“, Gedenkveranstaltungen und Besuchen in Berlin bei den Gräbern der „Märzgefallenen“ war der 18. März lange ein Tag des doppelten Gedenkens, weil nicht nur die Berliner Ereignisse auf dieses Datum fielen, sondern auch der Aufstand der Pariser Kommune von 1871.
Folgende Märzzeitungen sind erschienen (Auswahl):
- 1893 Zum 18. März und Verwandtes: Wilhelm Liebknecht / Nürnberg, Wörlein & Comp. 1. Auflage
- 1895 Zum 18ten März: Rudolph Seiffert / Hamburg.
- 1895 Zum 18. März: Ein Jahrhundert der Revolution, Franz Schulze / Berlin.
- 1897 März-Zeitung: Georg Gärtner / Nürnberg. Freiheit, Agitation, Aufklärung, Organisation.
- 1898 März-Zeitung: Maximin Ernst / München. Zum Gedenken an die Revolution von 1848 vor 50 Jahren.
- 1899 März-Zeitung: Theodor Glocke / Berlin. Karl Marx als Prometheus, mit Karikatur eines unbekannten Künstlers.

Unter März-Festzeitung erschien (Auswahl):
- Die Kommune, 1871 – 1901, von Theodor Glocke in Berlin, die Sondernummer von 1901, die in einer Auflage von 112.000 Exemplaren im Verlag „Buchhandlung Vorwärts“ erschien und allein der Pariser Kommune gewidmet war.
- Freie Ostern erschien 1902 im Verlag Dietz in Stuttgart von Friedrich Fischer, in der Ostern als Völkerfrühling, als Auferstehungsfest der sich von ihren Ausbeutern befreienden Menschheit gefeiert wurde, die Festzeitung erinnert in ihrem Inhalt an die Märzereignisse des Jahres 1848.
- Karl Marx zum Gedenken, 20. Todestag 1903, von Wilhelm Paetzel.
- März 1904, von Wilhelm Paetzel, hier wurde die Arbeiter-Marseillaise eines der meistgesungenen Kampflieder der deutschen Sozialdemokratie abgedruckt.
- 50. Todestag von Heinrich Heine (1906) einer der bedeutendsten deutschen Dichter, Schriftsteller und Journalisten des 19. Jahrhunderts.
- 100. Geburtstag von Fritz Reuter (1910) dem demokratisch-oppositionellen Erzähler.
- 100. Geburtstag von Ferdinand Freiligrath (1910) dem Lyriker und Übersetzer.

Die Gedenknummern von Heinrich Heine, Fritz Reuter und Ferdinand Freiligrath erschienen in der Buchhandlung Vorwärts in Berlin.
Ab 1900 nahm das Interesse an den Märzfeiern stetig ab und wurde zunehmend vom 1. Mai als Aktionstag der Arbeiterbewegung verdrängt.

### Festzeitungen zu besonderen Anlässen

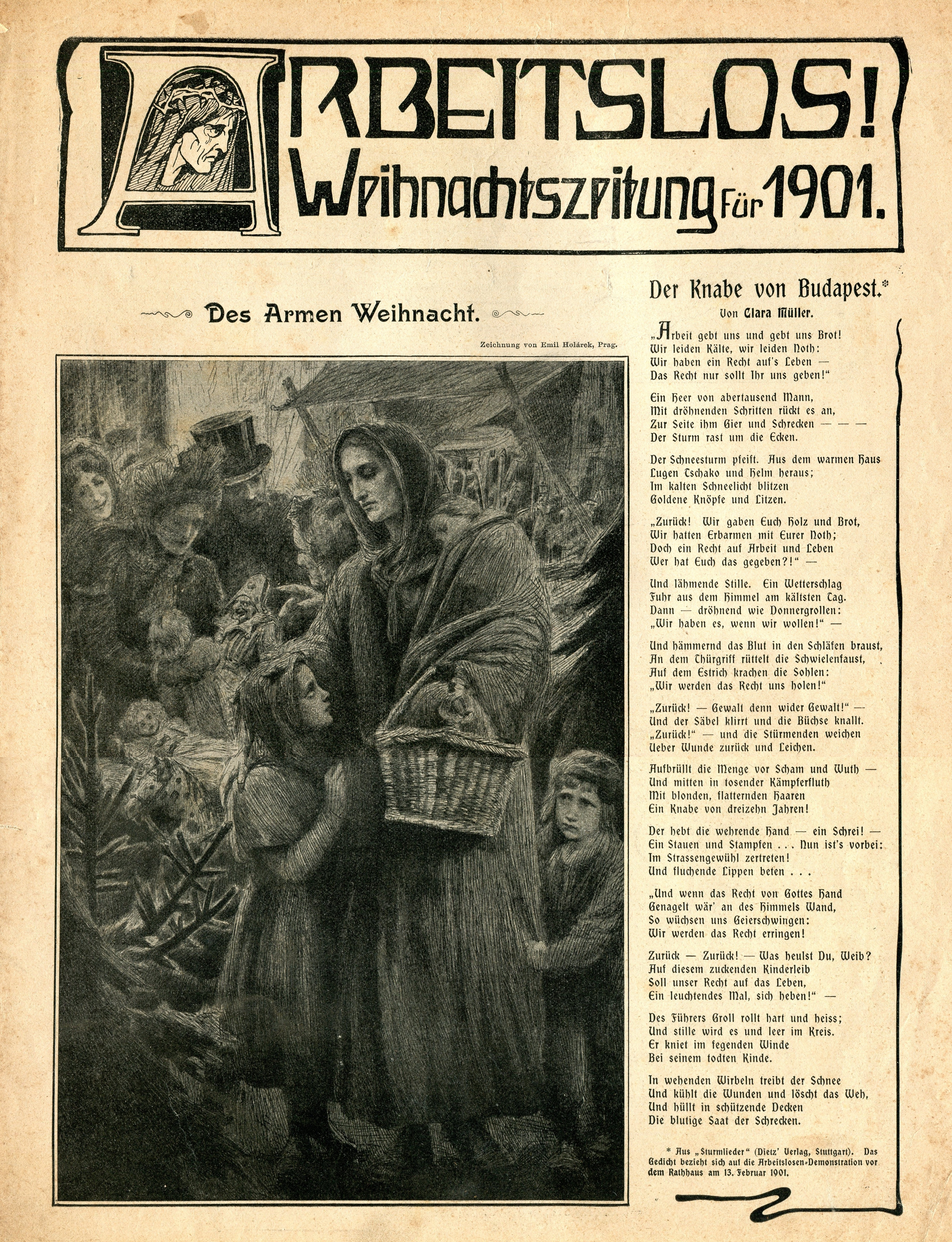
Die Weihnachtszeitung von 1901:
Die Zeitschrift beklagte die elende Lage des arbeitslosen Proletariats zu seiner Zeit.

Außer den März und Mai-Festzeitungen gab es noch andere Festzeitungen die eine Auflage von 25.000 bis 120.000 erreichten.
Eine Auswahl von Festzeitungen:
- Das Jahrhundert, der Titel der Silvester-Festzeitung von 1899, Theodor Glocke war der Autor. Dieses Flugblatt zog Bilanz über 100 Jahre Klassenkampf. Wilhelm Liebknecht sagte voraus: „Das scheidende Jahrhundert gehörte dem Bürgertum und dem Kapitalismus, das kommende Jahrhundert gehört dem Proletariat und dem Sozialismus.“ Zitat aus dem Artikel von Wilhelm Liebknecht „Von der Bastille zum Zuchthaus“.

- Arbeitslos! die Weihnachts-Festzeitung von 1901, ebenfalls von Theodor Glocke, weswegen er angeklagt und verurteilt wurde. Die Zeitschrift beklagte die vielen zehntausenden Entlassungen seiner Zeit sowie die Not, Hunger und Krankheiten, die elende Lage des arbeitslosen Proletariats.

- Das Rothe Jahr 1903 die Gedenk-Festzeitung von 1902, publiziert von Wilhelm Paetzel, orientierte sich ganz auf die Reichstagswahlen im Frühjahr und die Preußischen Landtagswahlen im Herbst 1903, an denen sich die Sozialdemokratie zum ersten Mal beteiligte. August Bebel, Georg von Vollmar, Clara Zetkin u. a. riefen in ihren Beiträgen die Arbeiter auf, die größten Anstrengungen zu unternehmen, um den Wahlkampf zu einem Erfolg zu führen.

- Rothe Wahlen, eine Wahl-Festzeitschrift von Wilhelm Paetzel, richtete sich auch an die Reichstagswahl 1903, es war die Wahl zum 11. Deutschen Reichstag. Sie fand am 16. Juni 1903 statt.

- Die Arbeit, die 1903 erschien, hier stand der werktätige Mensch im Vordergrund. Sie stammte ebenfalls von Wilhelm Paetzel und erschien als Silvester-Festzeitung.

- 25 Jahre Kampf und Sieg 1878 – 1903 (1903), diese Festschrift diente der Erinnerung an den Erlass des Sozialistengesetzes.

- Hau mich aus, Zentralorgan für Denkmalweihen und Heimatschmuck war der Titel der Silvester-Festzeitung von 1904, sie wurde in 117.000 Exemplaren von der Buchhandlung Vorwärts verbreitet, die auf satirische Weise die „Höhepunkte“ des vergangenen Jahres der Lächerlichkeit preisgab.

- 1649-1789-1905 (1905), titelte die letzte Silvesterzeitung der Buchhandlung Vorwärts, sie wurde als Revolutionsnummer angezeigt. Die revolutionären Ereignisse in Russland wurden zu den beiden bedeutendsten Revolutionen in Beziehung gesetzt, welche die Geschichte bisher gesehen hatte, die Englische und die Französische-Revolution.

- 100. Todestag von Friedrich Schiller, das war der Titel einer Gedenk-Festzeitschrift die 1905 erschien, zur Erinnerung an den bedeutenden Schriftsteller, publiziert in der Buchhandlung Vorwärts in Berlin mit Beiträgen von Friedrich Stampfer, Kurt Eisner, Eduard David, Hermann Molkenbuhr, Lily Braun und John Schikowski.

- Von Genf bis Stuttgart, so lautete eine Festzeitung zum Internationalen Sozialistenkongress 1907, sie erschien ohne Titel und wurde im Protokoll des Parteitages der SPD so bezeichnet. Die in dieser Gedenknummer veröffentlichen zahlreichen Kongressbilder konnten außerdem von der Buchhandlung Vorwärts extra bezogen werden.

- Hoch das freie Wahlrecht von 1910, diese illustrierte Nummer von Walter Crane dem bekannten englische Maler und Illustrator und einer der führenden Vertreter des Arts and Crafts Movement, er dokumentierte den Kampf der Sozialdemokratie um die Erlangung des allgemeinen, gleichen, geheimen und direkten Wahlrechts in Preußen und seine Erhaltung im Deutschen Reich durch zahlreiche Fotos von Demonstrationen und Versammlungen der Arbeiterklasse. Die Zeitung hatte eine Auflage von 50.000 Exemplaren.[1]

### Vertrieb der Festzeitungen
Nicht alle 50 Festzeitungen, über deren Vertrieb die Buchhandlung Vorwärts auf den Parteitagen der SPD Rechenschaft ablegte, wurden tatsächlich von diesem Verlag herausgegeben. Die Osterzeitung von 1902 wurde vom Verlag J.H.W. Dietz in Stuttgart verlegt, für verschiedene Märzzeitungen zeichneten Fritz Wilke in Berlin, Georg Gärtner in Nürnberg bzw. Maximin Ernst in München verantwortlich. Die von 1902 bis 1904 veröffentlichten Festzeitungen erschienen unter der Redaktion und im Verlag Wilhelm Paetzel in Berlin, und die Buchhandlung Vorwärts besorgte nur die Herstellung und vermutlich den Vertrieb.

### Mitarbeiter
Redakteure waren: Wilhelm Paetzel (Berlin), Georg Gärtner (Nürnberg), Theodor Glocke (Berlin), Maximin Ernst (München), Eduard Fuchs (Stuttgart), Fritz Wilke (Berlin).
Wichtige Autoren der Festzeitungen waren: August Bebel, Wilhelm Liebknecht, Friedrich Engels, Georg Herwegh, Jacob Audorf, Ferdinand Freiligrath, Karl Henckell, Käte Duncker, Luise Zietz, Franz Diederich, Friedrich Stampfer, Eduard Bernstein, Clara Zetkin, Georg Ledebour, Ignaz Auer, Julius Motteler, Georg von Vollmar, Karl Kautsky, August Geib, Georg Gradnauer, Carl Legien, Mathilde Wurm u. a. m.
Für die Festzeitungen dichteten folgende bekannte Schriftsteller: Leopold Jacoby, Ernst Klaar, Ernst Preczang, Rudolf Lavant, Ludwig Lessen, Emanuel Wurm, Clara Müller-Jahnke, Ludwig Pfau, Karl Henckell, Georg Weerth usw.
Als Illustratoren fungierten u. a. der englische Maler Walter Crane, Edmund Edel, Max Fabian, John Höxter, Ephraim Moses Lilien, Wilhelm Schulz, Franz Stassen, Honoré Daumier, Théophile-Alexandre Steinlen, Jean-François Millet, André Gill.